# Всесвітній тиждень води у Стокгольмі

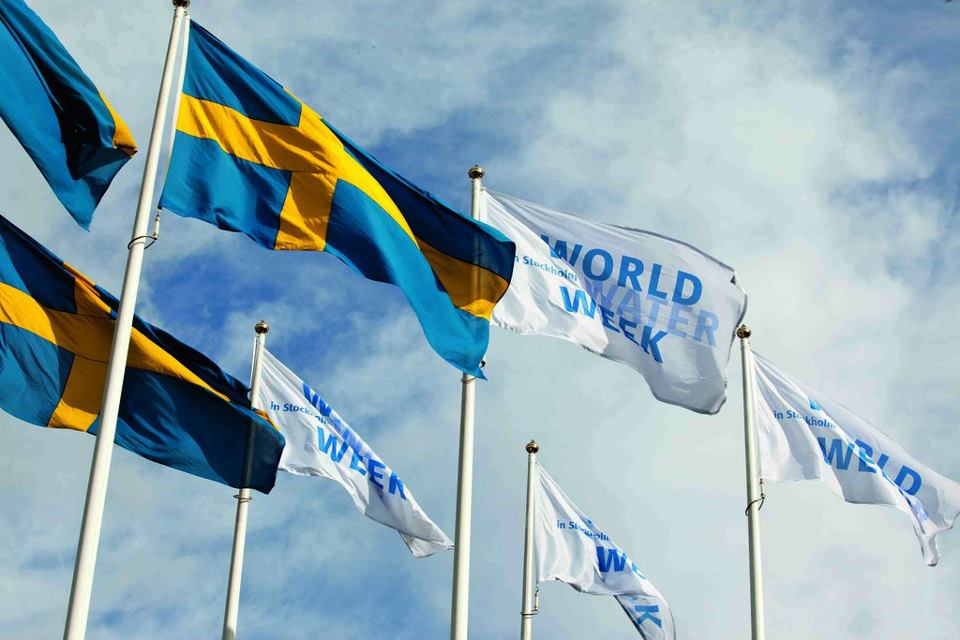
Всесвітній тиждень води у Стокгольмі

Всесвітній тиждень води в Стокгольмі — тижнева глобальна водна конференція, яка проводиться щороку наприкінці серпня або на початку вересня. Захід, відомий як Всесвітній тиждень води, організовує та проводить Стокгольмський міжнародний інститут води (SIWI). Події та сесії конференцій стосуються широкого кола світових водних питань, питань розвитку та сталого розвитку, а також відповідних проблем міжнародного розвитку.
У 2017 році конференцію відвідало понад 3300 учасників. На тижні беруть участь експерти та представники бізнесу, урядів, секторів водного господарства та науки, міжурядових та неурядових організацій, дослідницьких та навчальних організацій, а також установ ООН. Конференція включає пленарні засідання та панельні дебати, наукові семінари, виставки постерів, додаткові заходи та семінари. У 2017 році у Всесвітньому тижні води взяли участь 380 організацій із 138 країн світу.
Функціонуючи як відкрита та динамічна платформа, Всесвітній тиждень води має на меті об'єднати практику, науку, політику та прийняття рішень. Він дає змогу учасникам обмінюватися думками та досвідом, формувати партнерства та формувати спільні рішення глобальних водних проблем. Протягом тижня на відповідних церемоніях нагородження вручаються Стокгольмська водна премія, Стокгольмська юнацька водна премія та Стокгольмська промислова водна премія.

## Історія
Всесвітній тиждень води у Стокгольмі спочатку розпочався як Стокгольмський водний симпозіум у 1991 році й відтоді проводиться щорічно. У 2001 році офіційною назвою став Всесвітній тиждень води в Стокгольмі. SIWI визначає тему конференції, щоб приділити особливу увагу одному аспекту ескалації водної кризи у світі. Спочатку одна тема просувалась протягом 4–5 років. З 2008 року для кожного року обирається окрема тема.

## Попередні теми Всесвітнього тижня води
- 1992-1997: «Мінімізація шкідливих потоків із суші у воду».
- 1998-2002: «Вода — ключ до соціально-економічного розвитку та якості життя».
- 2003-2007: «Безпека дренажного басейну: перспективи компромісів і розподілу вигод у глобалізованому світі».
- 2008: «Прогрес і перспективи щодо води: для чистого та здорового світу». Особливу увагу питанням санітарії приділено в рамках Міжнародного року санітарії 2008.
- 2009: «Відповідь на глобальні зміни: доступ до води для загального блага з особливим акцентом на транскордонних водах».
- 2010: «Відповідь на глобальні зміни: виклик якості води — Запобігання, розумне використання та скорочення».
- 2011: «Реагування на глобальні зміни: вода в урбанізуючому світі».
- 2012: «Вода та продовольча безпека».
- 2013: «Водне співробітництво — Побудова партнерства».
- 2014: «Енергія і вода».[3]
- 2015: «Вода для розвитку».[4]
- 2016 рік :
- 2017:
- 2018: «Вода, екосистеми та людський розвиток».[5]
- 2022: «Побачити невидиме: цінність води».[6]